# John Malkovich
John Gavin Malkovich (Christopher, 9 dicembre 1953) è un attore e produttore cinematografico statunitense.
Attivo in campo cinematografico e televisivo, Malkovich ha interpretato ruoli in numerosi film di successo tra cui Urla del silenzio (1983), Le relazioni pericolose (1988), Ombre e nebbia (1992), Mary Reilly (1996), Ritratto di signora (1996), Essere John Malkovich (1999), Il ladro di orchidee (2001), Klimt (2006), Changeling (2008) e Burn After Reading - A prova di spia (2008). 
Ha ricevuto due candidature al Premio Oscar nella sezione migliore attore non protagonista per Le stagioni del cuore (1984) e Nel centro del mirino (1993). È inoltre vincitore di un Premio Emmy e ha ricevuto tre candidature al Golden Globe, una al Premio BAFTA e due allo Screen Actors Guild Award.

## Biografia

### Le origini e gli inizi a teatro
Nasce a Christopher, Illinois, il 9 dicembre 1953 da Daniel Leon Malkovich, un editore statunitense figlio di immigrati croati originari di Ozalj, e da Joe Anne Choisser, una giornalista statunitense di origini francesi, tedesche, scozzesi ed inglesi. John è ateo fin da studente. Da ragazzo, essendo molto in sovrappeso, non partecipava agli spettacoli organizzati dalla sua scuola. All'età di sette anni, però, assistette alla rappresentazione di Piccola città (Our Town) di Thornton Wilder, che lo colpì profondamente. Durante gli anni del liceo si trasforma fisicamente: perde drasticamente i chili di troppo, concentra il suo interesse sullo sport ed entra nella squadra di football americano. Contemporaneamente coltiva l'amore per la musica e, oltre a suonare la tuba nella banda della scuola, dedica molto del suo tempo libero alla chitarra.
Frequenta alla Eastern Illinois University il corso in Scienze ambientali, seguendo le orme della famiglia, che è editrice del quotidiano Benton Evening News a Benton, Illinois, e della rivista Outdoor Illinois e che è generalmente considerata come una delle famiglie che hanno dato vita al movimento ambientalista nell'Illinois. In realtà John si appassiona alla recitazione e passa sempre più tempo al dipartimento di teatro, insieme alla sua ragazza. La storia d'amore tra i due finisce, ma l'interesse per il teatro ha ormai preso il sopravvento e John decide di trasferirsi all'Università statale dell'Illinois per frequentare i corsi di recitazione. Qui fa la sua prima esperienza di recitazione, interpretando The Lover di Harold Pinter, e nel tempo libero suona la chitarra nei locali della zona. Nel 1976 lascia l'università prima di laurearsi e si trasferisce a Highland Park, un'area suburbana di Chicago, dove fonda, insieme a Gary Sinise, una compagnia teatrale, la Steppenwolf Theater Company, che ha come sede il sotterraneo di una chiesa e di cui fanno parte, oltre a Sinise e Malkovich, Terry Kinney, Jeff Perry ed altri sette attori. In sei anni partecipa a più di cinquanta spettacoli della Steppenwolf.
Dal 20 settembre 1989 è sposato con l'attrice e aiuto-regista Nicoletta Peyran, conosciuta sul set di Il tè nel deserto di Bernardo Bertolucci. La coppia ha due figli, Amandine e Lorwy.

### Carriera

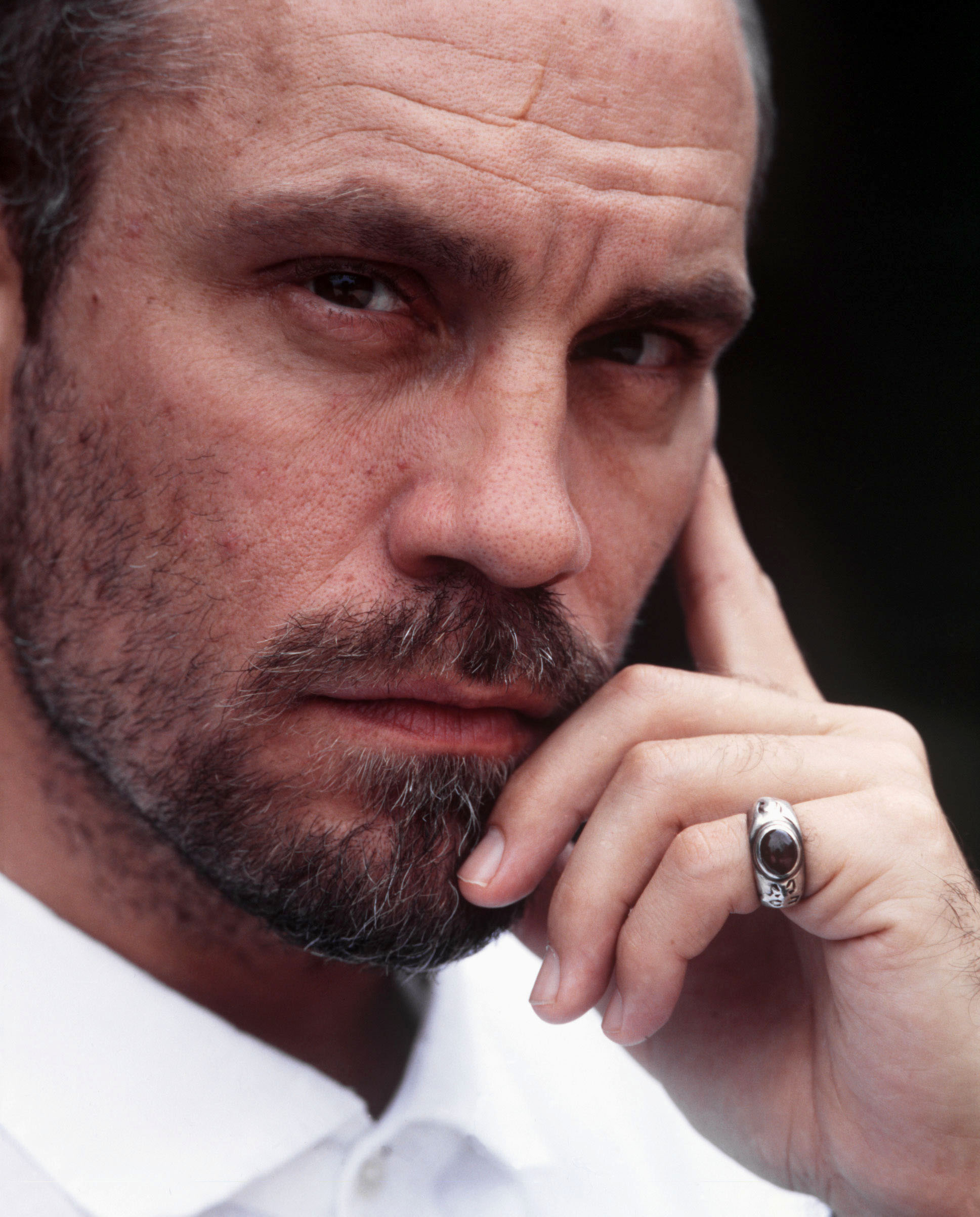
John Malkovich alla 52ª Mostra internazionale d'arte cinematografica di Venezia (1994)

Si trasferisce a New York City nel 1983 dove debutta a teatro nell'opera True West. Il debutto a Broadway avviene accanto a Dustin Hoffman in Morte di un commesso viaggiatore nel 1984. Malkovich vince un Emmy Award per il suo ruolo quando lo spettacolo venne trasposto in un film per la televisione diretto da Volker Schlöndorff. Il debutto sul grande schermo avviene, dopo aver recitato in alcuni film per la televisione, con Le stagioni del cuore (1984) di Robert Benton, per il quale viene nominato agli Oscar come miglior attore non protagonista, seguito subito dopo da Urla del silenzio di Roland Joffé. Nel 1987 partecipa al film Lo zoo di vetro e al film L'impero del sole di Steven Spielberg.
Nel 1988 è protagonista, accanto a Glenn Close e Michelle Pfeiffer, del film di Stephen Frears Le relazioni pericolose, tratto dal romanzo di Pierre-Ambroise-François Choderlos de Laclos. Sul set nasce una relazione tra Malkovich e la Pfeiffer, che porta l'attore a divorziare dalla prima moglie, Glenne Headly. In seguito, Malkovich sposa la studiosa di culture orientali Nicoletta Peyran, conosciuta sul set di Il tè nel deserto (1990) di Bernardo Bertolucci, film per cui lei era aiuto-regista; con lei Malkovich ha avuto due figli, Amandine (1990) e Loewy (1992).
Nel 1994 viene nuovamente candidato agli Oscar, sempre come miglior attore non protagonista, per Nel centro del mirino (1993), diretto da Wolfgang Petersen. Anche se il film di Spike Jonze Essere John Malkovich, basato sulla sceneggiatura di Charlie Kaufman, lo vede protagonista a partire dal titolo, nella pellicola Malkovich interpreta una lieve "variazione" di sé stesso, come indicato dal fatto che nel film il suo secondo nome è "Horatio", invece del vero "Gavin". Nel 1998 recita nel ruolo del moschettiere Athos ne La maschera di ferro, al fianco di Leonardo DiCaprio, Jeremy Irons, Gérard Depardieu e Gabriel Byrne. Malkovich è apparso anche in un cameo del film Il ladro di orchidee, anche questo scritto da Kaufman, nel quale interpreta sé stesso durante un finto backstage delle riprese di Essere John Malkovich. Nel 1999 ha anche partecipato al film francese Il tempo ritrovato.
Nel 2002 fa il suo debutto dietro la macchina da presa con due pellicole, Hideous Man e Danza di sangue. Malkovich rimane fedele alla compagnia teatrale che lo ha lanciato e reso celebre, tornando spesso allo Steppenwolf, sia come attore sia come regista. È un prete in Changeling, film di Clint Eastwood del 2008. Sempre nel 2008 interpreta nella commedia dei fratelli Coen Burn After Reading il ruolo di Osborne Cox, agente della CIA. Retrocesso sul lavoro per problemi d'alcol, il cocktail più velenoso verrà però servitogli dalla moglie la quale chiederà il divorzio.

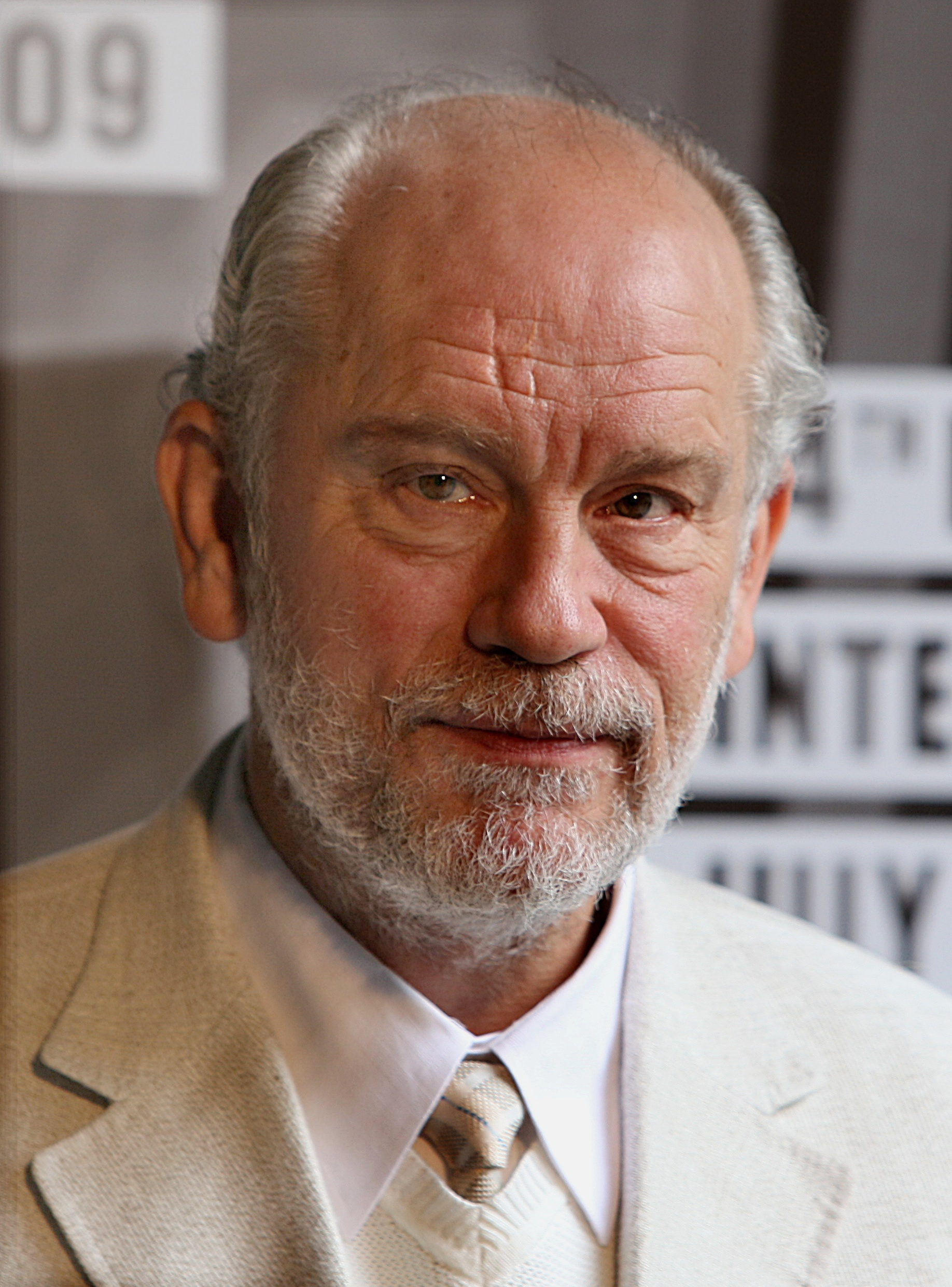
John Malkovich nel 2009

Nel 2009 è protagonista, insieme a George Clooney, della campagna pubblicitaria Nespresso. Nel 2010 ha ottenuto il ruolo del villain Quentin Turnbull nel film Jonah Hex, diretto da Jimmy Hayward. Nello stesso anno recita, in un cast d'eccezione, al fianco di Bruce Willis, Morgan Freeman e Helen Mirren, nel film Red di Robert Schwentke vestendo ancora una volta i panni di un ex agente CIA, un reduce estremamente distruttivo che torna in missione dopo anni di paranoica follia. Nel 2013 ha ripreso il ruolo nel sequel Red 2. Nel 2015 ha dato la sua immagine per un personaggio del dlc Havoc del videogioco Call of Duty: Advanced Warfare nella modalità exo zombie.

## Filmografia

### Attore

#### Cinema
- Un matrimonio (A Wedding), regia di Robert Altman (1978) – non accreditato
- Le stagioni del cuore (Places in the Heart), regia di Robert Benton (1984)
- Urla del silenzio (The Killing Fields), regia di Roland Joffé (1984)
- Eleni, regia di Peter Yates (1985)
- Cercasi l'uomo giusto (Making Mr. Right), regia di Susan Seidelman (1987)
- Lo zoo di vetro (The Glass Menagerie), regia di Paul Newman (1987)
- L'impero del sole (Empire of the Sun), regia di Steven Spielberg (1987)
- Gli irriducibili (Miles from Home), regia di Gary Sinise (1988)
- Le relazioni pericolose (Dangerous Liaisons), regia di Stephen Frears (1988)
- Il tè nel deserto (The Sheltering Sky), regia di Bernardo Bertolucci (1990)
- Sognando Manhattan (Queens Logic), regia di Steve Rash (1991)
- Attenti al ladro! (The Object of Beauty), regia di Michael Lindsay-Hogg (1991)
- Ombre e nebbia (Shadows and Fog), regia di Woody Allen (1992)
- Uomini e topi (Of Mice and Men), regia di Gary Sinise (1992)
- Gli occhi del delitto (Jennifer Eight), regia di Bruce Robinson (1992)
- Alive - Sopravvissuti (Alive), regia di Frank Marshall (1993) – non accreditato
- Nel centro del mirino (In the Line of Fire), regia di Wolfgang Petersen (1993)
- I misteri del convento (O convento), regia di Manoel de Oliveira (1995)
- Al di là delle nuvole, regia di Michelangelo Antonioni e Wim Wenders (1995)
- Mary Reilly, regia di Stephen Frears (1996)
- Scomodi omicidi (Mulholland Falls), regia di Lee Tamahori (1996)
- Ritratto di signora (The Portrait of a Lady), regia di Jane Campion (1996)
- L'orco - The Ogre (Der Unhold), regia di Volker Schlöndorff (1996)
- Con Air, regia di Simon West (1997)
- La maschera di ferro (The Man in the Iron Mask), regia di Randall Wallace (1998)
- Il giocatore - Rounders (Rounders), regia di John Dahl (1998)
- Il tempo ritrovato (Le Temps retrouvé, d'après l'oeuvre de Marcel Proust), regia di Raúl Ruiz (1999)
- Essere John Malkovich (Being John Malkovich), regia di Spike Jonze (1999)
- Giovanna d'Arco (The Messenger: The Story of Joan of Arc), regia di Luc Besson (1999)
- Ladies Room - Intimi segreti, regia di Gabriella Cristiani (1999)
- L'ombra del vampiro (Shadow of the Vampire), regia di E. Elias Merhige (2000)
- Ritorno a casa (Je rentre à la maison), regia di Manoel de Oliveira (2001)
- Les Âmes fortes, regia di Raúl Ruiz (2001)
- Compagnie pericolose (Knockaround Guys), regia di Brian Koppelman (2001)
- Hotel, regia di Mike Figgis (2001)
- Danza di sangue - Dancer Upstairs (The Dancer Upstairs), regia di John Malkovich (2002)
- Il gioco di Ripley (Ripley's Game), regia di Liliana Cavani (2002)
- Il ladro di orchidee (The Orchid Thief), regia di Spike Jonze (2002)
- Johnny English, regia di Peter Howitt (2003)
- Un film parlato (Um filme falado), regia di Manoel de Oliveira (2003)
- Guida galattica per autostoppisti (The Hitchhiker's Guide to the Galaxy), regia di Garth Jennings (2005)
- Colour Me Kubrick, regia di Brian W. Cook (2005)
- The Libertine, regia di Laurence Dunmore (2005)
- Art School Confidential - I segreti della scuola d'arte, regia di Terry Zwigoff (2006)
- Klimt, regia di Raúl Ruiz (2006)
- Eragon, regia di Stefen Fangmeier (2006)
- Campo 19 (In Transit), regia di Tom Roberts (2007)
- Drunkboat, regia di Bob Meyer (2007)
- La leggenda di Beowulf (Beowulf), regia di Robert Zemeckis (2007)
- The Great Buck Howard, regia di Sean McGinly (2008)
- Gardens of the Night, regia di Damian Harris (2008)
- Changeling, regia di Clint Eastwood (2008)
- Mutant Chronicles, regia di Simon Hunter (2008)
- Burn After Reading - A prova di spia (Burn After Reading), regia di Joel ed Ethan Coen (2008)
- Disgrace, regia di Steve Jacobs (2008)
- Afterwards, regia di Gilles Bourdos (2008)
- Saturday Night, regia di James Franco – documentario (2010)
- Jonah Hex, regia di Jimmy Hayward (2010)
- Red, regia di Robert Schwentke (2010)
- Un anno da ricordare (Secretariat), regia di Randall Wallace (2010)
- Transformers 3, regia di Michael Bay (2011)
- Linhas de Wellington, regia di Valeria Sarmiento (2012)
- Warm Bodies, regia di Jonathan Levine (2013)
- Educazione siberiana, regia di Gabriele Salvatores (2013)
- Red 2, regia di Dean Parisot (2013)
- Cesar Chavez, regia di Diego Luna (2014)
- Cut Bank - Crimine chiama crimine (Cut Bank), regia di Matt Shakman (2014)
- Casanova Variations, regia di Michael Sturminger (2014)
- Zoolander 2, regia di Ben Stiller (2016) – cameo
- Deepwater - Inferno sull'oceano (Deepwater Horizon), regia di Peter Berg (2016)
- Codice Unlocked (Unlocked), regia di Michael Apted (2017)
- Matrimonio con l'ex, regia di Damian Harris (2017)
- Bullet Head, regia di Paul Solet (2017)
- I Love You, Daddy, regia di Louis C.K. (2017)
- Red Zone - 22 miglia di fuoco (Mile 22), regia di Peter Berg (2018)
- Bird Box, regia di Susanne Bier (2018)
- Valley of the Gods, regia di Lech Majewski (2019)
- Velvet Buzzsaw, regia di Dan Gilroy (2019)
- Ted Bundy - Fascino criminale (Extremely Wicked, Shockingly Evil and Vile), regia di Joe Berlinger (2019)
- Arkansas, regia di Clark Duke (2020)
- Ava, regia di Tate Taylor (2020)
- The Survivalist, regia di Jon Keeyes (2021)
- Rogue Hostage, regia di Jon Keeyes (2021)
- Shattered - L'inganno (Shattered), regia di Luis Prieto (2022)
- Mindcage - Mente criminale (Mindcage) , regia di Mauro Borrelli (2022)
- Wash Me in the River (Savage Salvation), regia di Randall Emmett (2022)
- White Elephant - Codice criminale (White Elephant), regia di Jesse V. Johnson (2022)
- Seneca, regia di Robert Schwentke (2023)
- Opus - Venera la tua stella (Opus), regia di Mark Anthony Green (2025)

#### Televisione
- Parola d'onore (Word of Honor), regia di Mel Damski – film TV (1981)
- Il sogno dei Novak (American Dream) – serie TV (1981)
- Say Goodnight, Gracie, regia di Austin Pendleton e Patterson Denny – film TV (1983)
- American Playhouse – serie TV (1984)
- Morte di un commesso viaggiatore (Death of a Salesman), regia di Volker Schlöndorff – film TV (1985)
- Rocket to the Moon, regia di Harold Clurman – film TV (1986)
- Old Times, regia di Simon Curtis – film TV (1991)
- Cuore di tenebra (Heart of Darkness), regia di Nicolas Roeg – film TV (1994)
- RKO 281 - La vera storia di Quarto potere (RKO 281), regia di Benjamin Ross – film TV (1999)
- I miserabili (Les Misérables), regia di Josée Dayan – miniserie TV (2000)
- Napoléon, regia di Yves Simoneau – miniserie TV (2002)
- Crossbones – serie TV, 10 episodi (2014)
- Billions – serie TV, 7 episodi (2018-2023)
- Agatha Christie - La serie infernale (The ABC Murders) – miniserie TV, 3 puntate (2018)
- The New Pope – serie TV, 9 episodi (2020)
- Space Force – serie TV (2020-2022)
- Ripley – miniserie TV, episodio 8 (2024)

#### Cortometraggi
- Hideous Man, regia di John Malkovich (2002)
- The Call, regia di Antoine Fuqua (2006)

### Doppiatore
- Santabear's First Christmas – film TV (1986)
- Santabear's High Flying Adventure – film TV (1987)
- I pinguini di Madagascar (Penguins of Madagascar), regia di Eric Darnell e Simon J. Smith (2014)
- Call of Duty: Advanced Warfare – videogioco (2014)

### Regista
- Hideous Man – cortometraggio (2002) – anche sceneggiatore
- Danza di sangue - Dancer Upstairs (The Dancer Upstairs, 2002)

### Produttore
- Danza di sangue - Dancer Upstairs (The Dancer Upstairs), regia di John Malkovich (2002)
- Noi siamo infinito (The Perks of Being a Wallflower), regia di Stephen Chbosky (2012)
- Cesar Chavez, regia di Diego Luna (2014)
- Demolition - Amare e vivere (Demolition), regia di Jean-Marc Vallée (2015)

## Riconoscimenti
- Premio Oscar
  - 1985 – Candidatura al miglior attore non protagonista per Le stagioni del cuore
  - 1994 – Candidatura al miglior attore non protagonista per Nel centro del mirino

- Golden Globe
  - 1994 – Candidatura al miglior attore non protagonista per Nel centro del mirino

- David di Donatello
  - 1989 – Candidatura al miglior attore straniero per Le relazioni pericolose

- BAFTA
  - 1994 –Candidatura al miglior attore non protagonista per Nel centro del mirino

## Doppiatori italiani
Nelle versioni in italiano delle opere in cui ha recitato, John Malkovich è stato doppiato da:
- Luca Biagini in Le relazioni pericolose, Attenti al ladro!, Gli occhi del delitto, Al di là delle nuvole, Con Air, Essere John Malkovich, RKO 281 - La vera storia di Quarto potere, Guida galattica per autostoppisti, Eragon, Changeling, Mutant Chronicles, Burn After Reading - A prova di spia, Jonah Hex, Red, Un anno da ricordare, Warm Bodies, Red 2, Zoolander 2, Deepwater - Inferno sull'oceano, Billions, Codice Unlocked, Matrimonio con l'ex, Bullet Head, Red Zone - 22 miglia di fuoco, Bird Box, Agatha Christie - La serie infernale, Valley of the Gods, Velvet Buzzsaw, Ted Bundy - Fascino criminale, Arkansas, The New Pope, Space Force, The Survivalist, Shattered - L'inganno, Mindcage - Mente criminale, Wash Me in the River, Ripley, Opus - Venera la tua stella, Monsieur Blake - Maggiordomo per amore
- Sergio Di Stefano in Cercasi l'uomo giusto, Nel centro del mirino, Cuore di tenebra, Mary Reilly, Scomodi omicidi, L'orco - The Ogre, La maschera di ferro, Il giocatore - Rounders, Giovanna d'Arco, L'ombra del vampiro, Il gioco di Ripley, Il ladro di orchidee, Napoléon, Johnny English, Colour Me Kubrick
- Mario Cordova in Uomini e topi, Ritratto di signora, Transformers 3
- Massimo Giuliani in Le stagioni del cuore, Morte di un commesso viaggiatore
- Lucio Saccone ne Gli irriducibili, Cut Bank - Crimine chiama crimine
- Rodolfo Bianchi in I misteri del convento, Il tempo ritrovato
- Roberto Pedicini ne I miserabili, La leggenda di Beowulf
- Claudio Capone in Ragtime
- Gianni Williams in Urla del silenzio
- Oreste Baldini in Lo zoo di vetro
- Stefano De Sando in L'impero del sole
- Sandro Acerbo ne Il tè nel deserto
- Fabrizio Pucci in Sognando Manhattan
- Marzio Margine in Ombre e nebbia
- Sandro Iovino in Alive - Sopravvissuti
- Alberto Angrisano in Compagnie pericolose
- Roberto Draghetti in The Libertine
- Alessandro Rossi in Art School Confidential - I segreti della scuola d'arte
- Massimo Lodolo in Klimt
- Maurizio Reti in Afterwards
- Andrea Tidona in Educazione siberiana
- Angelo Nicotra in Ava
- Raffaele Farina in Cuore di tenebra (ridoppiaggio)

Da doppiatore è sostituito da:
- Marco Mete ne I pinguini di Madagascar
- Luca Biagini in Call of Duty: Advanced Warfare